# Bathophilus digitatus
Bathophilus digitatus is een straalvinnige vissensoort uit de familie van Stomiidae. De wetenschappelijke naam van de soort is voor het eerst geldig gepubliceerd in 1923 door Welsh.